# Goya/Beste Nachwuchsregie

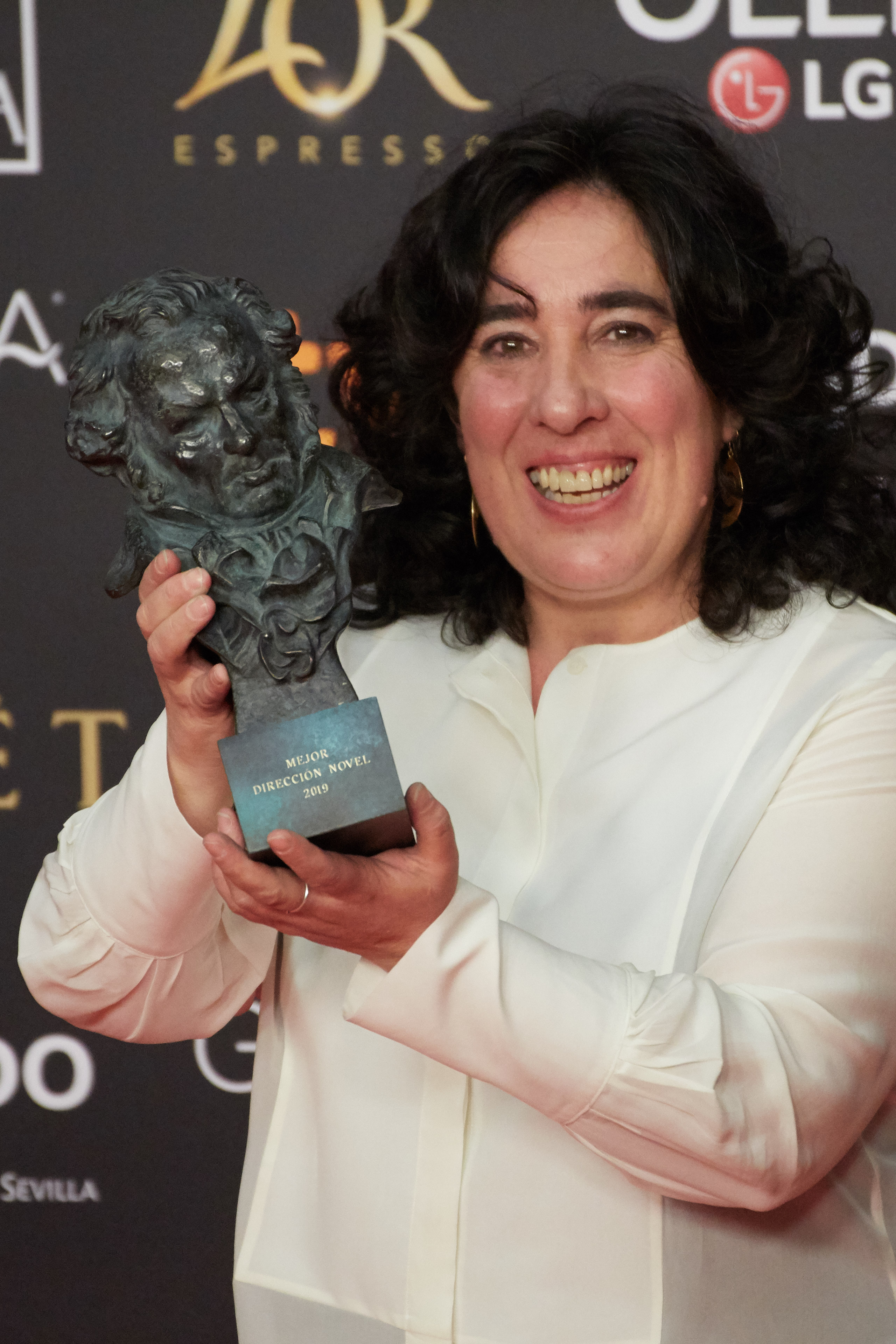
Arantxa Echevarría, Preisträgerin des Jahres 2019

Gewinner und Nominierte für den spanischen Filmpreis Goya in der Kategorie Beste Nachwuchsregie (Mejor dirección novel) seit Einführung der Kategorie im Jahr 1990. Ausgezeichnet werden die besten Nachwuchstalente für die Regie einheimischer Filmproduktionen (auch spanische Koproduktionen) des jeweils vergangenen Jahres.
Benito Zambrano, Preisträger des Jahres 2000 für Solas, ist der bislang einzige Filmemacher, der gleichzeitig eine Nominierung in der Kategorie Beste Regie erhielt. Mit Ana Díez (1990), Rosa Vergés (1991), Ángeles González-Sinde (2004), Mar Coll (2010), Carla Simón (2018), Arantxa Echevarría (2019), Belén Funes (2020), Pilar Palomero (2021), Clara Roquet (2022), Alauda Ruiz de Azúa (2023) und Estibaliz Urresola Solaguren (2024) setzten sich bisher elf Filmemacherinnen durch.
Die unten aufgeführten Filme werden mit ihrem deutschen Verleihtitel (sofern vorhanden) angegeben, danach folgt in Klammern in kursiver Schrift der spanische Originaltitel.

## 1990er Jahre
1990
Ana Díez – Ander und Yul – Eine tödliche Freundschaft (Ander eta Yul)
- Cristina Andreu – Brumal
- Isabel Coixet – Demasiado viejo para morir joven
- Santiago Ríos und Teodoro Ríos – Guarapo
- Xavier Villaverde – Continental

1991
Rosa Vergés – Boom Boom (Boom boom)
- José María Carreño – Schwarze Schafe (Ovejas negras)
- Francisco Periñán – Blutwind (Contra el viento)

1992
Juanma Bajo Ulloa – Schmetterlingsflügel (Alas de mariposa)
- Ana Belén – Perfekte Frauen haben’s schwer (Cómo ser mujer y no morir en el intento)
- Manuel Gómez Pereira – Salsa rosa

1993
Julio Medem – Vacas – Kühe (Vacas)
- Álex de la Iglesia – Aktion Mutante (Acción mutante)
- Chus Gutiérrez – Der Killer wohnt zur Untermiete (Sublet)

1994
Mariano Barroso – Mein Seelenbruder (Mi hermano del alma)
- José Ángel Bohollo – Ciénaga
- Arantxa Lazcano – Los años oscuros

1995
La Cuadrilla – Justino – Der Mordbube (Justino, un asesino de la tercera edad)
- Héctor Carré – Dame lume
- Álvaro Fernández Armero – Todo es mentira

1996
Agustín Díaz Yanes – Nadie hablará de nosotras cuando hayamos muerto
- Icíar Bollaín – Hola, ¿estás sola?
- Manuel Huerga – Antártida

1997
Alejandro Amenábar – Tesis – Der Snuff Film (Tesis)
- Alfonso Albacete, Miguel Bardem und David Menkes – Más que amor, frenesí
- David Trueba – La buena vida

1998
Fernando León de Aranoa – Familie (Familia)
- Fernando Cámara und David Alonso – Memorias del ángel caído
- Mireia Ros – La moños

1999
Santiago Segura – Torrente – Der dumme Arm des Gesetzes (Torrente, el brazo tonto de la ley)
- Miguel Albaladejo – La primera noche de mi vida
- Javier Fesser – P. Tinto’s Miracle (El milagro de P. Tinto)
- Salvador García – Mensaka

## 2000er Jahre
2000
Benito Zambrano – Solas
- Miguel Bardem – La mujer más fea del mundo
- Mateo Gil – Bruderschaft des Todes (Nadie conoce a nadie)
- María Ripoll – Lieber gestern als nie … (Lluvia en los zapatos)

2001
Achero Mañas – El bola
- Patricia Ferreira – Sé quién eres
- Cesc Gay – Krámpack – Nico und Dani (Krámpack)
- Daniel Monzón – The Heart of the Warrior (El corazón del guerrero)

2002
Juan Carlos Fresnadillo – Intacto
- Javier Balaguer – Sólo mía
- Víctor García León – Más pena que Gloria
- Carlos Molinero – Salvajes

2003
Julio Wallovits und Roger Gual – Smoking Room
- Eduard Cortés – La vida de nadie
- Inés París und Daniela Fejerman – A mi madre le gustan las mujeres
- Ramón Salazar – Piedras

2004
Ángeles González-Sinde – La suerte dormida
- Pablo Berger – Die Torremolinos Homevideos (Torremolinos 73)
- Jaime Rosales – Las horas del día
- David Serrano – Días de fútbol

2005
Pablo Malo – Frío sol de invierno
- Santi Amodeo – Astronautas
- Ramón de España – Kill Me Tender (Haz conmigo lo que quieras)
- Vicente Peñarrocha – Fuera del cuerpo

2006
José Corbacho und Juan Cruz – Tapas
- Asier Altuna und Telmo Esnal – Aupa Etxebeste!
- Guillem Morales – Uncertain Guest – Du bist nicht allein (El habitante incierto)
- Santiago Tabernero – Vida y color

2007
Daniel Sánchez Arévalo – dunkelblaufastschwarz (AzulOscuroCasiNegro)
- Carlos Iglesias – Un Franco 14 pesetas
- Javier Rebollo – Alles über Lola (Lo que sé de Lola)
- Jorge Sánchez-Cabezudo – Die Nacht der Sonnenblumen (La noche de los girasoles)

2008
Juan Antonio Bayona – Das Waisenhaus (El orfanato)
- Tom Fernández – Susos Turm (La Torre de Suso)
- David und Tristán Ulloa – Pudor
- Félix Viscarret – Bajo las estrellas

2009
Santiago A. Zannou – El truco del manco
- Irene Cardona Bacas – Un novio para Yasmina
- Belén Macías – El patio de mi cárcel
- Nacho Vigalondo – Timecrimes – Mord ist nur eine Frage der Zeit (Los cronocrímenes)

## 2010er Jahre
2010
Mar Coll – Tres días con la familia
- Borja Cobeaga – Pagafantas
- Antonio Naharro und Álvaro Pastor – Me too – Wer will schon normal sein? (Yo, también)
- David Planell – La vergüenza

2011
David Pinillos – Bon appétit
- Emilio Aragón – Pájaros de papel
- Juana Macías – Planes para mañana
- Jonás Trueba – Todas las canciones hablan de mí

2012
Kike Maíllo – Eva
- Paco Arango – Maktub
- Eduardo Chapero-Jackson – Verbo
- Paula Ortiz – De tu ventana a la mía

2013
Enrique Gato – Tad Stones – Der verlorene Jäger des Schatzes! (Las aventuras de Tadeo Jones)
- Paco León – Carmina o revienta
- Isabel de Ocampo – Evelyn
- Oriol Paulo – The Body – Die Leiche (El cuerpo)

2014
Fernando Franco García – La herida
- Neus Ballús – Die Plage (La plaga)
- Jorge Dorado – Mindscape
- Rodrigo Sorogoyen – Stockholm

2015
Carlos Marqués-Marcet – 10.000 km
- Juanfer Andrés und Esteban Roel – Shrew’s Nest (Musarañas)
- Curro Sánchez Varela – Paco de Lucia – Auf Tour (Paco de Lucía: La búsqueda)
- Beatriz Sanchís – Todos están muertos

2016
Daniel Guzmán – A cambio de nada
- Dani de la Torre – Anrufer unbekannt (El desconocido)
- Juan Miguel del Castillo – Techo y comida
- Leticia Dolera – Requisitos para ser una persona normal

2017
Raúl Arévalo – Tarde para la ira
- Salvador Calvo – 1898. Los últimos de Filipinas
- Marc Crehuet – El rei borni
- Nely Reguera – María (y los demás)

2018
Carla Simón – Fridas Sommer (Estiu 1993)
- Javier Ambrossi und Javier Calvo – La llamada
- Lino Escalera – No sé decir adiós
- Sergio G. Sánchez – Das Geheimnis von Marrowbone (Marrowbone)

2019
Arantxa Echevarría – Carmen & Lola (Carmen y Lola)
- César Esteban Alenda und José Esteban Alenda – Sin fin
- Andrea Jaurrieta – Ana de día
- Celia Rico Clavellino – Viaje al cuarto de una madre

## 2020er Jahre
2020
Belén Funes – La hija de un ladrón
- Galder Gaztelu-Urrutia – Der Schacht (El hoyo)
- Aritz Moreno – Die obskuren Geschichten eines Zugreisenden (Ventajas de viajar en tren)
- Salvador Simó – Buñuel im Labyrinth der Schildkröten (Buñuel en el laberinto de las tortugas)

2021
Pilar Palomero – Las niñas
- Nuria Giménez – My Mexican Bretzel
- David Pérez Sañudo – Ane
- Bernabé Rico – Vier Wände für Zwei (El inconveniente)

2022
Clara Roquet – Libertad
- David Martín de los Santos – La vida era eso
- Javier Marco Rico – Josefina
- Carol Rodríguez Colás – Chavalas

2023
Alauda Ruiz de Azúa – Cinco lobitos
- Juan Diego Botto – En los márgenes
- Mikel Gurrea – Suro
- Elena López Riera – El agua
- Carlota Pereda – Piggy (Cerdita)

2024
Estibaliz Urresola Solaguren – 20.000 Arten von Bienen (20.000 especies de abejas)
- Itsaso Arana – Las chicas están bien
- Álvaro Gago – Matria
- Alejandro Marín – Te estoy amando locamente
- Alejandro Rojas und Juan Sebastián Vasquez – Upon Entry

2025
Javier Macipe – La estrella azul
- Paz Vega – Rita
- Sandra Romero Acevedo – Por donde pasa el silencio
- Pedro Martín-Calero – El llanto
- Miguel Faus – Calladita